# Stephen Fife
Stephen J. Fife (Boise, 4 ottobre 1986) è un giocatore di baseball statunitense di ruolo lanciatore, free agent dal 3 novembre 2018.

## Carriera

### Boston Red Sox
Fife ha frequentato la Borah High School di Boise, sua città natale. Proveniente dall'università dello Utah di Salt Lake City, Fife è stato scelto al 3º giro del draft MLB del 2008 dai Boston Red Sox, che lo hanno assegnato ai Lowell Spinners, nella classe A-breve della Minor League.
Nel 2009 ha giocato in classe A con i Greenville Drive e nella classe A-avanzata con i Salem Red Sox.
Nel 2010 è passato in Doppia A con i Portland Sea Dogs, dove ha ottenuto 8 vittorie, 6 sconfitte e una media PGL di 4.75.
Nel 2011 con Portland ha giocato da partente in 18 partite chiudendo con un bilancio di 11-4 ed una media PGL di 3.66 punti.

### Los Angeles Dodgers
Il 31 luglio del 2011 è stato ceduto ai Los Angeles Dodgers, che lo impiegarono in Doppia A con i Chattanooga Lookouts, dove chiuse con un record di 3-0 e una media PGL di 4.01. L'anno successivo fu promosso in Tripla A con gli Albuquerque Isotopes.
Fife ha debuttato nella MLB il 17 luglio 2012 come partente, al Dodger Stadium di Los Angeles contro i Philadelphia Phillies. Nella stagione 2012 ha disputato nella MLB 5 partite, tutte da partente, ottenendo 0 vittorie e 2 sconfitte e una media PGL di 2.70; e 25 partite nella Tripla A con gli Isotopes.
Ha iniziato la stagione 2013 in Tripla A con gli Albuquerque Isotopes. Ha disputato 12 partite con i Dodgers nella MLB e 11 nella MiLB, di cui 10 nella Tripla-A.
Il 13 agosto 2014, si sottopose alla Tommy John surgery, terminando in anticipo la stagione con una sola presenza nella MLB e 12 partite disputate nella minor league, 11 nella Tripla-A e una nella classe Rookie.
Saltò l'intera stagione 2015 per riabilitarsi dall'operazione chirurgica.

### Ritorno in MiLB, arrivo in Giappone, e ritorno in America
L'11 dicembre 2015, firmò un contratto di minor league con i Chicago Cubs.
Il 13 dicembre 2016, Fife firmò un contratto di minor league con i Miami Marlins, che lo svincolarono successivamente il 16 giugno 2017. Poco dopo firmò con i Saitama Seibu Lions della Nippon Professional Baseball.
Dopo l'esperienza nipponica tornò in America, firmando l'8 febbraio 2018 un contratto di minor league con i Cleveland Indians. Divenne free agent a fine stagione.